# Droga międzynarodowa M06 (Ukraina)
Droga magistralna M06 (ukr. Автошлях M 06) − droga na Ukrainie w ciągu trasy europejskiej E40, na terenie obwodu zakarpackiego jest również częścią tras europejskich E50 i E573. 
Umożliwia dojazd z Kijowa do Czopu. Jest to częściowo droga dwujezdniowa, częściowo jednojezdniowa, o długości 821,5 km. 

## Ważniejsze miejscowości leżące na trasie M06
- Korosteszów
- Żytomierz
- Korzec
- Równe
- Dubno
- Brody
- Lwów
- Stryj
- Skole
- Swalawa
- Mukaczewo
- Użhorod